# Rendőrségi Oktatási és Kiképző Központ
A Rendőrségi Oktatási és Kiképző Központ (ROKK) országos illetékességgel végzi az oktatással, képzéssel, szolgálati állatokkal, szabadidős és sport tevékenységgel, a hivatásos állomány alkalmasságával kapcsolatosan hatáskörébe utalt, valamint egyéb, jogszabályban és az alapító okiratban meghatározott feladatokat az általános rendőrségi feladatok ellátására létrehozott szervezet vonatkozásában.